# Viktor Tourov
Viktor Tourov (en biélorusse : Віктар Цімафеевіч Тураў, en russe : Виктор Тимофеевич Туров), né le 25 octobre 1936 à Moguilev en Union soviétique et mort le 31 octobre 1996 à Minsk (Biélorussie), est un réalisateur et scénariste soviétique et biélorusse.

## Filmographie non exhaustive
- 1962 : Étoile sur une boucle un sketch du film à sketches Petits rêveurs (en russe : Маленькие мечтатели)
- 1964 : À travers le cimetière (Через кладбище)
- 1966 : Je viens de l'enfance (ru) (Я родом из детства)
- 1967 : La Guerre sous les toits (ru) (Война под крышами)
- 1969 : Les Fils partent à la guerre (ru) (Сыновья уходят в бой)
- 1971 : Vie et mort du noble Tchertopkhanov (ru) (Жизнь и смерть дворянина Чертопханова)
- 1973 : Avoir peur du chagrin, ce n'est pas voir le bonheur (ru) (Горя бояться — счастья не видать)
- 1977 : Dimanche soir (ru) (Воскресная ночь)
- 1979 : Le Point de départ (ru) (Точка отсчёта)
- 1981 : Les Gens du marais (Люди на болоте)
- 1983 : Le Souffle du Tonnerre (ru) (Дыхание грозы)
- 1987 : La Traversée (ru) (Переправа/Красный цвет папоротника)
- 1989 : Pur sang (ru) (Высокая кровь)
- 1993 : La Cigogne noire (ru) (Чёрный аист)
- 1994 : Le Gentilhomme polonais Zavalnia / la Biélorussie dans les contes fantastiques (be) (Шляхтич Завальня, или Беларусь в фантастических рассказах)

## Récompenses et nominations

### Récompenses
- 1986 : Artiste du peuple de l'URSS